# Šport u 2007.
◄◄ | ◄ | 2004. | 2005. | 2006. | 2007.  | 2008. | 2009. | 2010. | ► | ►►
Arhitektura • Astronautika • Astronomija • Biologija • Film • Fotografija • Glazba • Kazalište • Kemija • Kiparstvo • Knjige • Književnost • Kršćanstvo • Meteorologija • Medicina • Planinarstvo • Politika • Pravo • Promet • Slikarstvo • Strip • Šport • Televizija • Znanost • Zrakoplovstvo • Željeznički promet
Šport u 2007.

## Svijet

### Natjecanja

#### Svjetska natjecanja
- Svjetsko prvenstvo u vaterpolu vaterpolu u Melbourneu u Australiji: prvak Hrvatska

#### Kontinentska natjecanja

##### Europska natjecanja
- 3. do 16. rujna – Europsko prvenstvo u košarci u Španjolskoj: prvak Rusija

## Hrvatska i u Hrvata

### Smrti
- 29. listopada – Milan Jeger, hrvatski plivač (* 1931.)

## Vanjske poveznice
|  | Zajednički poslužitelj ima još gradiva o temi Šport u 2007. |